# Verdensmesterskabet i fodbold 1994 - finalen
Finalen om verdensmesterskabet i fodbold 1994 var den 15. finale siden turneringens etablering i 1930. Den blev spillet den 17. juli 1994 foran 94.194 tilskuere på Rose Bowl i Pasadena, Californien, og skulle finde vinderen af VM i fodbold 1994. De deltagende hold var Italien og Brasilien. Brasilianerne vandt kampen efter straffesparkskonkurrence, da den ordinære og forlængede spilletid endte 0-0. Dette var fjerde gang at brasilianerne blev verdensmestre.
Kampen blev ledet af den ungarske dommer Sándor Puhl.

## Kampen

### Detaljer
| 17. juli 1994 12:35 PDT |

| Brasilien                          | 0 – 0                    | Italien                                  |
| ---------------------------------- | ------------------------ | ---------------------------------------- |
|                                    | Rapport                  |                                          |
|                                    | Straffesparkskonkurrence |                                          |
| Márcio Santos Romário Branco Dunga | 3–2                      | Baresi Albertini Evani Massaro R. Baggio |

| Rose Bowl, Pasadena Tilskuere: 94.194 Dommer: Sándor Puhl (Ungarn) |

| Brasilien | Italien |